# Стево Спасовски
Стево Спасовски (на македонска литературна норма: Стево Спасовски) е актьор от Социалистическа република Македония.

## Биография
Роден е на 25 ноември 1940 г. в град Скопие. От 1959 до 1962 г. играе на сцената на Младежко-детски театър. Между 1962 и 1964 играе в трупата на Македонския народен театър. През 1964 заиграва в Драматичния театър в Скопие. Умира на 30 март 2008 г.

## Филмография
- „Солунските атентатори“ (1961)
- „Републиката в пламък“ (1969)
- „Смилевският конгрес“ (1973) – Борис Сарафов
- "Татуиране" (1991) - Професор